# دوازده قبیله کوبول
دوازده قبیلهٔ کوبول (به انگلیسی: the Twelve Colonies of Kobol) قبایلی خیالی هستند که در مجموعه داستان‌های ناوبر فضایی گالاکتیکا به گروهی از انسان‌های ساکن مجموعه‌ای از سیارات اشاره دارد. این افراد در واقع از زادگاه خود یعنی سیارهٔ کوبول به این مجموعه سیارات مهاجرت کرده‌اند. هنگامی که این افراد از سیارهٔ کوبول خارج می شوند ۱۳ قبیله بودند که قبیلهٔ سیزدهم از بقیه جدا می‌شود و به سیارهٔ دیگری به نام زمین مهاجرت می کند. در سریالی که سال ۱۹۷۸ ساخته شد اعضای قبیلهٔ سیزدهم همانند دیگر قبایل انسان بودند اما در نسخهٔ بازسازی شدهٔ این سریال در سال ۲۰۰۳ افراد این قبیله سایلان‌های انسان‌نمایی بودند که تمدنی همانند انسان‌ها تشکیل دادند. در سریال، اعضای دوازده قبیله قبل از حملهٔ سایلان‌ها حدود ۵۰ میلیون نفر بودند که بعد از بمباران هسته‌ای فقط ۵۰ هزار نفر از آنها باقی ماندند که در ناوگانی فضایی به رهبری ناوبر گالاکتیکا به سوی محلی جدید برای سکونت حرکت کردند. ایدهٔ این قبایل از دوازده قبیلهٔ قوم بنی‌اسرائیل گرفته شده است.